# 维森特海德
维森特海德是德国巴伐利亚州的一个市镇。总面积33.37平方公里，总人口4785人，其中男性2418人，女性2367人（2011年12月31日），人口密度143人/平方公里。

## 友好城市
- 法國 鲁亚克